# Волков, Михаил Васильевич (генерал-лейтенант)
Михаил Васильевич Волков (25 марта 1895 года, Нижний Новгород — 23 июня 1969 года, Москва) — советский военный деятель, Генерал-лейтенант танковых войск (1943 год).

## Начальная биография
Михаил Васильевич Волков родился 25 марта 1895 года в Нижнем Новгороде.

## Военная служба

### Первая мировая и гражданская войны
В 1916 году был призван в ряды Русской императорской армии. С мая по сентябрь 1916 года проходил обучение во 2-й Петергофской школе прапорщиков, по окончании которой служил в 62-м запасном полку в Нижнем Новгороде на должностях младшего офицера роты и выборного командира роты. В апреле 1917 года с маршевой ротой убыл на Западный фронт на укомплектование 10-й пехотной дивизии, но по прибытии в дивизию был направлен в Финляндский лейб-гвардии полк, в составе которого участвовал в боевых действиях под Минском и Тарнополем. В конце июня был ранен и эвакуирован в Нижний Новгород, где находился на лечении в Сухаревском лазарете до декабря 1917 года, а после его расформирования был демобилизован в чине прапорщика.
В октябре 1918 года Волков был призван в ряды РККА, но по ранению получил отсрочку на шесть месяцев и в мае 1919 года после повторного медицинского освидетельствования был направлен на должность командира роты в 1-й Приволжский стрелковый полк Приволжского военного округа. В октябре был назначен на должность командира роты 9-го Приволжского стрелкового полка, в декабре — на должность начальник хозяйственной команды 10-го Приволжского стрелкового полка в Симбирске, а после её расформирования в мае 1920 года был назначен на должность начальника хозяйственной команды 80-х пехотных пулемётных командных курсов в Борисоглебске Тамбовской губернии. В составе курсов принимал участие в подавлении Тамбовского восстания.

### Межвоенное время
С расформированием курсов в июне 1922 года Волков был переведён на эту же должность в 27-ю Иваново-Вознесенскую пехотную школу. С октября 1922 года служил в 11-й Нижегородской пехотной школе комсостава имени И. В. Сталина на должностях командира взвода, начальника хозяйственной команды, заведующего оружием, вновь командира взвода и командира роты.
В 1925 году экстерном закончил Московскую пехотную школу
В мае 1928 года был назначен на должность командира батальона 52-го стрелкового полка 18-й стрелковой дивизии Московского военного округа, с августа того же года служил в 50-м стрелковом полку 17-й стрелковой дивизии имени ЦИК Белорусской ССР этого же округа на должностях командира батальона, начальника штаба полка, временно исполняющего должность командира полка, вновь начальника штаба полка.
В 1935 году закончил заочный факультет Военной академии имени М. В. Фрунзе.
В мае 1935 года был назначен на должность начальника 1-го отделения штаба 17-й стрелковой дивизии. В мае 1937 года Михаил Васильевич Волков был уволен в запас по ст. 43, п. «б», однако в конце ноября 1938 года был вновь призван в ряды РККА и назначен на должность помощника начальника штаба 77-й Азербайджанской горнострелковой дивизии имени Серго Орджоникидзе Закавказского военного округа, в феврале 1940 года — на должность начальника штаба 63-й горнострелковой дивизии этого же округа, в июне — на должность начальника 2-го отдела штаба Закавказского военного округа, а в ноябре — начальник отдела боевой подготовки штаба Закавказского военного округа.

### Великая Отечественная война
В начале Великой Отечественной войны Волков находился на той же должности. В августе 1941 года был назначен на должность командира 77-й горнострелковой дивизии (44-я армия, Северо-Кавказский фронт), которая участвовала в Керченско-Феодосийской десантной операции позиционных боях в ходе Боевых действий на Керченском полуострове и неудачной обороне Керченского полуострова. Отведена на Таманский полуостров.
К. М. Симонов пишет про наступление начала февраля 1942 года: "Наконец мы въехали на холм, где был наблюдательный пункт командира дивизии Волкова. Высокий, в хорошо пригнанном обмундировании, в перекрещенном ремнями ватнике, он отвечал на вопросы рассерженного Львова с достоинством и равнодушной сдержанностью человека, который уже понял, что с наступлением не получается, а раз не получается, командующий рассержен этим, иначе и быть не может. И по выражению лица и по тону Волкова чувствовалось. что этот человек привык за последние дни к возможности смерти в любую минуту и сейчас, среди всего происходящего, равнодушен и к орденам и к нагоняям".
С июня 1942 года проходил обучение на ускоренном курсе Высшей военной академии имени К. Е. Ворошилова, по окончании которого в ноябре был назначен на должность командира 5-го механизированного корпуса, который вёл боевые действия на Сталинградском, Брянском, Западном, 2-м и 3-м Украинских фронтах. Корпус под командованием М. В. Волкова участвовал в ходе Смоленско-Рославльской и Уманско-Ботошанской наступательных операций, а также при освобождении городов Могилёв-Подольский и Бельцы. За отличие при форсировании реки Днестр, взятие города Бельцы и выход на государственную границу 5-му механизированному корпусу было присвоено почетное наименование «Днестровский», а генерал-майор Михаил Васильевич Волков был награждён орденом Суворова 2 степени. В ходе Ясско-Кишинёвской операции корпус отличился при освобождении города Рымникул-Сэрат, за что получил почётное наименование «Рымникский» и был преобразован в 9-й гвардейский. Вскоре умело командовал корпусом в Венской, Братиславско-Брновской и Пражской наступательных операциях, за что корпус был награждён орденом Красного Знамени и Кутузова 2 степени.
С окончанием Великой Отечественной войны 9-й гвардейский механизированный корпус под командованием Михаила Васильевича Волкова принимал участие в советско-японской войне в составе 6-й гвардейской танковой армии (Забайкальский фронт). Во время Хингано-Мукденской наступательной операции корпус преодолел Большой Хинган, вышел к городу Шэньян и наряду с другими соединениями армии перекрыл пути для отступления Квантунской армии, а к исходу 22 августа противник прекратил своё сопротивление. Вскоре корпус вышел к Ляодунскому заливу и принимал участие в освобождении города Люйшунь.

### Послевоенная карьера
После окончания войны Волков продолжил командовать корпусом в Забайкальско-Амурском военном округе, который в конце декабря 1945 года был преобразован в 9-ю гвардейскую механизированную дивизию.
В январе 1948 года был назначен на должность помощника командующего 5-й гвардейской механизированной армией (Белорусский военный округ).
С апреля 1949 года проходил обучение в Высшей военной академии им. К. Е. Ворошилова, по окончании которой в декабре 1950 года был назначен на должность заместителя начальника Управления боевой подготовки бронетанковыми и механизированными войсками Советской Армии, преобразованного в январе 1954 года в Главное управление боевой подготовки бронетанковыми и механизированными войсками. В августе 1957 года был назначен на должность начальника военной кафедры Всесоюзного государственного института кинематографии.
В августе 1959 года генерал-лейтенант танковых войск Михаил Васильевич Волков вышел в отставку. Умер 23 июня 1969 года в Москве.

## Награды
- орден Ленина (21.02.1945);
- четыре ордена Красного Знамени (19.06.1943, 13.09.1944, 03.11.1944, 15.11.1950);
- орден Кутузова 1 степени (28.04.1945);
- три ордена Суворова 2 степени (28.09.1943, 17.05.1944, 31.08.1945);
- медали.

## Память
Генерал Михаил Волков упоминается в качестве командующего 9-м мехкорпусом во время Пражской операции РККА в книге Д. Лозы "Танкист на "иномарке".